# Assumpció Oristrell
Assumpció Oristrell Salvà, née le 10 août 1956 à Sabadell (province de Barcelone), est représentative de la nouvelle génération des artistes catalans qui ont renouvelé le travail inauguré par Antoni Tàpies dans le domaine des matières. Sa peinture, à partir de l'abstraction, rejoint la sculpture par l'utilisation du bois, du métal ou des tissus et intègre le collage d'imprimés et d'écritures.

## Biographie
Ayant très jeune commencé à peindre, Assumpció Oristrell est intéressée par les œuvres de son grand-oncle Baudilio Miró Mainou quand, installé aux Canaries, il rend visite à sa famille. A Barcelone, elle fréquente à partir de 1974 l'École des Beaux-arts de Sabadell puis l'école Massana de Barcelone de 1974 à 1978, travaillant dans une banque le matin et étudiant l'après-midi, puis le centre artistique Sant Lluc. Elle présente ses premières expositions à Sabadell en 1980 à Sabadell et en 1981 à Barcelone puis approfondit de 1982 à 1984 sa pratique de la lithographie et de la gravure dans l'atelier Hostal de Sant Antoni.

## L'œuvre
Ayant rencontré les œuvres d'Alfons Borrell et d'Albert Ràfols Casameda (né en 1923), Assumpció Oristrell s'affranchit autour de 1985 de toute figuration et des tendances cubistes puis surréalistes qui sous-tendent l'expression de ses premiers dessins, centrés sur la figure humaine et le nu, et ses gravures. Franchissant le seuil de l'abstraction, ses lithographies, comportant des empreintes d'objets ou de matières, et ses peintures à l'acrylique ne rassemblent plus jusqu'en 1989 que de larges surfaces épurées, tour à tour intensément colorées puis plus terriennes, qui mettent en place les éléments caractéristiques de sa palette, les jaunes et les ocres, les noirs et les gris. 
À partir de 1990, Oristrell s'engage, sous le signe de l'informalisme, dans un recours aux matières qui demeurera caractéristique de son travail. Parmi d'autres bas-reliefs de bois peints et incisés de signes originels, fréquemment tridents et roues, la série de ses Fenêtres, réalisée entre 1995 et 1997 et présentée à Barcelone en 1995, à Lausanne en 1996, sort de l'espace plan de la peinture. Recouverts de sables et de ciments, de poudre de marbre et de pigments, les anciens châssis et vantaux de la maison familiale qu'elle récupère et désarticule pour en apparier librement les éléments débordent la surface rectangulaire de ses toiles, y introduisent la tri-dimensionalité.
« Les fenêtres et les balcons m'ont toujours attirée, mais pas tant pour ce qu'ils représentent d'ouverture sur l'extérieur que pour ce qu'ils gardent en eux, comme métaphores de l'intérieur des hommes », dit-elle. Ses fenêtres n'ouvrent pas sur la diversité des spectacles du dehors mais, à l'inverse, sur l'intimité des maisons imaginaires dont elles diffusent comme les halos. Les surfaces du bois où les fissures, craquelures et griffures anonymes inscrivent le passage invisible de la durée, et les papiers collés qu'elle y intègre, illustrations de vieux livres scolaires, fragments de journaux ou de partitions, lettres anciennes aux enveloppes jaunies, engagent Oristrell, au plus près de ses origines catalanes, dans un premier voyage, au long du temps. 

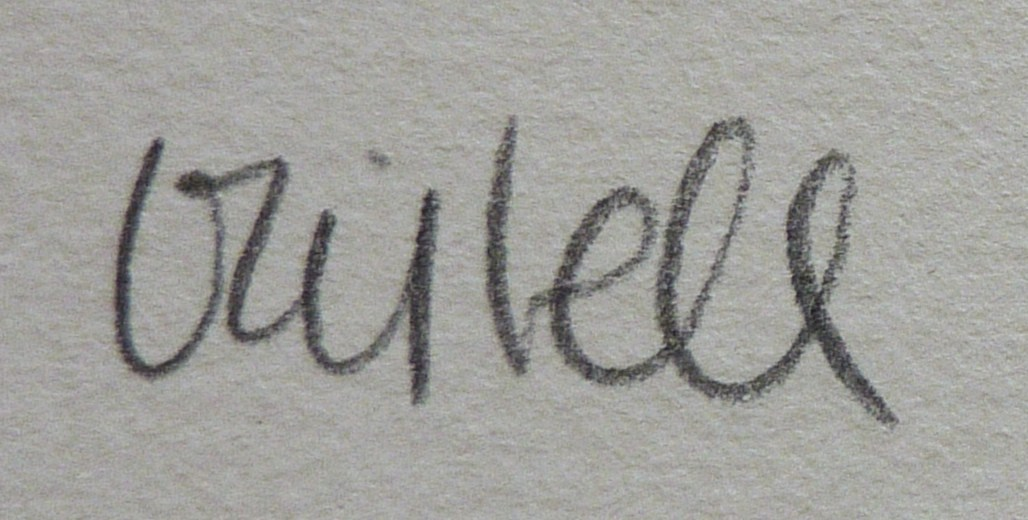
Signature d'Assumpció Oristrell

Dans la série Méditerranéennes, exposée à Barcelone en 1997, Assumpció Oristrell mêle les pigments bleus aux ocres et terres rouges. De nouveaux signes, échelles et croix diverses, silhouettes allusives de voûtes et d'arcades, rejoignent les tridents et roues qui étaient apparus sur ses œuvres dès 1993, entraînant dans un autre voyage, cette fois dans l'espace. « Ce qui m'intéresse dans la symbolique, c'est la liaison et les différentes interprétations d'un même symbole par différentes cultures, surtout à travers les traditions de la Méditerranée et de l'Afrique, espace de terre chaude et conflictuelle, origine de toute notre histoire. » dit Oristrell.
Les étapes de son travail apparaissent par la suite associées à ses rencontres de nouvelles régions du monde, le Burkina Faso, le Mali et le Togo (Africa, 1997-2000), puis l'Afrique du Sud (Les rues de Durban, 2000-2001). Plus que d'après les paysages, c'est autour des formes graphiques du pays Dogon, de la structure des constructions et des profils des minarets que se développent, dans les couleurs élémentaires des arts premiers, ses séries successives. Oristrell y engage un dialogue qui révèle la parenté, dans le vaste espace des cultures méditerranéennes et subsahariennes, des gestes de main humaine. Première manifestation de son passage du signe à l'écriture, elle commence d'introduire sur ses œuvres, comme notes de voyage, des brèves inscriptions hâtivement manuscrites. 
En 1999 et 2000, Assumpció Oristrell en revient parallèlement à des thèmes catalans, s'inspirant des éléments architecturaux des anciennes fabriques textiles de Sabadell, reliant structures urbaines et formes africaines, graphismes des câbles électriques et peignes des métiers à tisser.
Elle reprend en 2001 et 2002 son voyage, toujours plus à l'est, jusqu'à l'Égypte (Alexandrie, 2001). Reprisées de fils végétaux et métalliques, basées sur l'harmonie des blancs, plâtre, marbre, ciment ou coton, des ocres et de la « nouvelle couleur », entre jaune et rouge, que représente l'oxyde, les œuvres de la série Fils et ferrailles (présentée à Barcelone en 2002) introduisent, sur la toile ajourée ou le bois, des plaques de fer, rappels des matériaux réutilisés pour les véhicules des routes africaines ou des tons rouillés des barges du Niger et du Nil, dont Oristrell ajoute les signes allusifs à son vocabulaire. Apparaissent dans ses œuvres de nombreux collages d'imprimés arabes, mais également, en 2003, quelques-uns des signes des plats et des vases kabyles.
Dans la série Écrits en marge qu'elle compose à partir de 2005 après plusieurs voyages à travers l'Iran, Assumpció Oristrell renoue avec la régularité de formats plutôt carrés. Introduisant un moment parmi ses matières la transparence de fines gazes, elle réduit ensuite la gamme de ses couleurs aux noirs des sables volcaniques, aux blancs des ciments et aux oxydations plus ou moins poussées de la poudre de fer, compacte ou diluée. Dans sa démarche activement pluriculturelle, elle mêle aux collages de pages désormais persanes des textes d'origines diverses, directement manuscrits sur la toile au bord de la lisibilité, notamment des fragments de poèmes d'Ausiàs March, l'une des figures de la littérature catalane du XVe siècle. 
Composées en surfaces éclatées, reliées par de minces segments de phrases, ces inscriptions, dans l'esprit à la fois des commentaires marginaux qui enrichissent les manuscrits orientaux et des dispositions de leurs poèmes par les grands rhétoriqueurs français, peuvent évoquer librement les formes d'oiseaux, d'arbres et de poissons, comme les motifs purement abstraits des tissages ou des poteries traditionnelles.

## Principales expositions
: source utilisée pour la rédaction de cet article
- 1980 : Sala Gargots, Sabadell

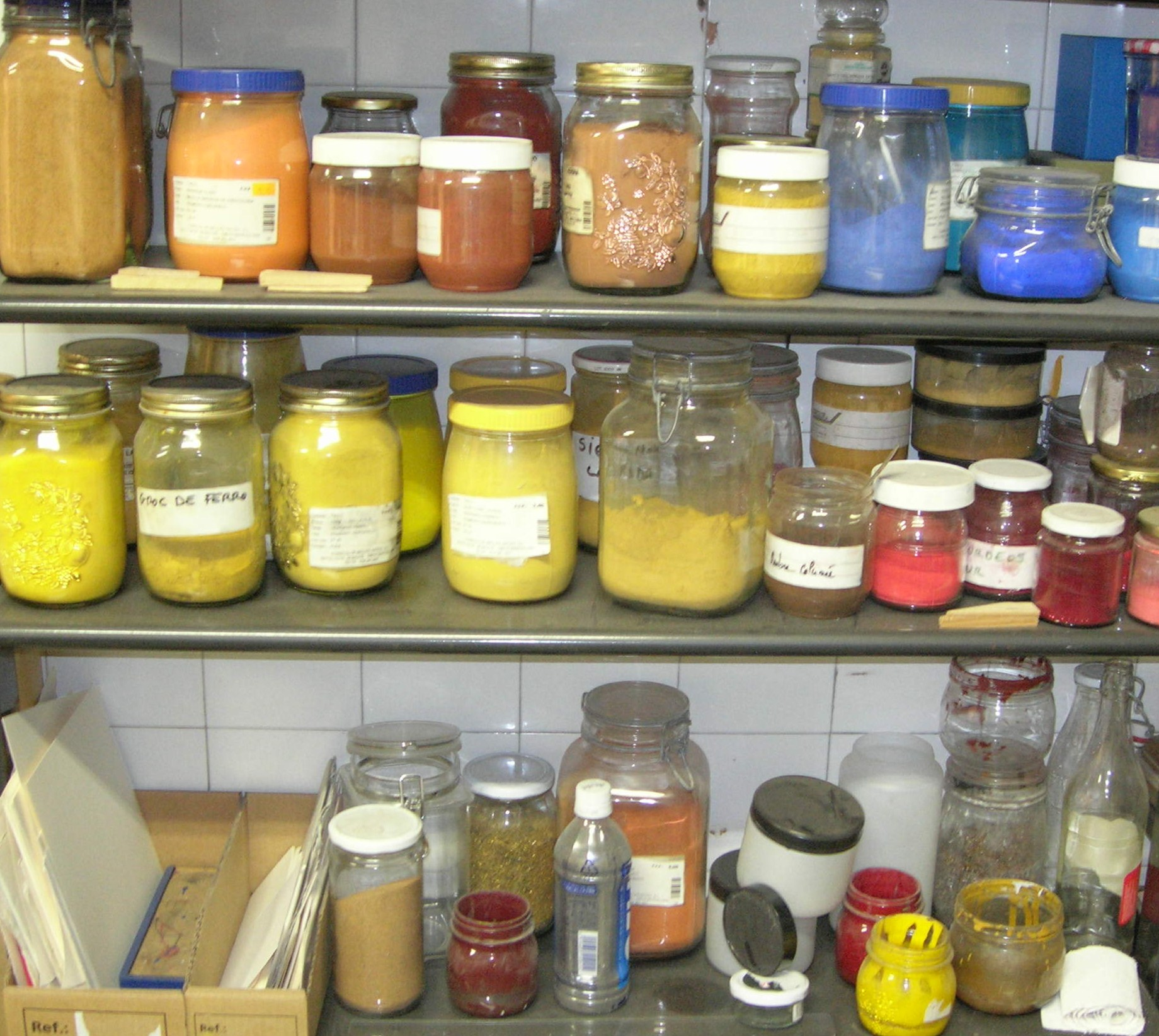
L'atelier d'Assumpció Oristrell en 2009

- 1981 : Caixa de Pensions, Barcelone
- 1988 : Sala Negre, Sabadell
- 1989 : Acadèmia de Belles Arts, Sabadell
- 1992 : Sala Negre, Sabadell
- 1993 : Galeria El sol, Granollers
- 1994 : Galeria Boixareu, Sabadell
- 1995 : Galeria Verena Hofer, Barcelone
- 1996 : Galerie Niu d'Art, Lausanne (texte de Florence Grivel)
- 1997 : Galeria Rosa Ventosa, Barcelone
- 1998 : Acadèmia de Belles Arts, Sabadell ; Chapelle des Pénitents Bleus, La Ciotat (préface de M. Jordi)
- 1988 : Europart, Genève (coll.)
- 1999 : Centre La Nau, Sabadell ; Galerie Callu Mérite, Paris (coll.)
- 2000 : Galerie Daniel Amourette, Rouen (préface de Michel-Georges Bernard)
- 2001 : Ateneu, Cadaqués ; Galeria Nova, Sabadell
- 2002 : Galeria Shatevín, Barcelone (textes d'Oristrell)
- 2002 : Installation, Gérone
- 2003 : MolletArt 2003, Museu Abelló, Mollet del Vallès (coll.)
- 2004 : Galeria Nova 3, Sabadell
- 2006 : Escrits al marg [Écrits en marge], avec une installation (Regarde-toi dans le miroir, es-tu si joyeux ?), Galerie Rua d'art, Manresa ; Escrits al marge, Galeria Nova 3, Sabadell
- 2007 : Salon des réalités nouvelles, Paris (coll.)
- 2010 : Matèria, paraules de poeta, Espai cultural del Marquet de les Roques - Sant Llorenç Savall
- 2012 :Entre una riba i l'altra, Fundació Bosch i Cardellach, Sabadell
- 2015 : Mirades à Kato Zakros, Alliance française, Sabadell
- 2018 : Atles, Sabadell, imaginar, representar, construir la ciutat, Sabadell, Museau d'Art, septembre 2018-février 2019 (coll.)

## Illustration
- Arraona, no 20, Sabadell, 1997 (couverture)
- Josep Maria Ripoll, Entre una riba i l'altra, poèmes, neuf gravures d’Assumpció Oristrell, Sabadell, 2012
- Michel-Georges Bernard, Entre l'arbre et le vent, poèmes (en français et catalan), préface de Josep Maria Ripoll, dix gravures d’Assumpció Oristrell, Sabadell, 2015

## Éléments de bibliographie
- Vista aèria amb camins que s'encreuen, La generació dels 80 en la creació artística a Sabadell, Acadèmia de Belles Arts de Sabadell Fundació Privada, 2006.
- Anna Llagostera Devesa, Assumpció Oristrell, mémoire d'Histoire de l'art, Université de Villaterra, juillet 2007.
- Michel-Georges Bernard, Assumpció Oristrell, Mirades à Kato Zakros, Voyage au pays des signes, Sabadell, 2015.
- Assumcio Oristrell et Maria del Mar Griera, Geografies sagrades, Diari de camp, dans Atles, Sabadell, imaginar, representar, construir la ciutat, Sabadell, Museau d'Art, septembre 2018-février 2019, p. 112-121